# Turda
Turda là một đô thị thuộc hạt Cluj, România. Dân số thời điểm năm 2002 là 55770 người.